# 2013 год в литературе

## События

### Мероприятия
- 19—20 января — Книжная ярмарка «Музей читателей» в музее «Пресня»[1][2].
- 28 января — в Камерном театре Екатеринбурга вручили Всероссийскую литературную премию имени Павла Петровича Бажова[3].
- 2 февраля — объявлены лучшие детские книги российских и зарубежных писателей 2012 года в рамках Всероссийского проекта-конкурса «Книга года: выбирают дети»[4].
- 6—10 февраля — XX Минская международная книжная выставка-ярмарка в Национальном выставочном центре Беларуси «Белэкспо».
- 9 февраля — книжный фестиваль «Зимние чтения и экомаркет» проекта «БуквоДом» (парк «Сокольники», Москва).
- 11 февраля — объявлен длинный список номинантов 2013 года на премию «Национальный бестселлер». В список вошло 46 работ[5].
- 14—24 февраля — XXII Гаванская международная книжная выставка-ярмарка (Куба)[6][7].
- 21—24 февраля — 14-я Вильнюсская Международная книжная ярмарка[8].
- 13—17 марта — 16-я национальная выставка-ярмарка «Книги России» (Москва, ВВЦ)[9].
- 16 апреля — объявление в Москве краткого списка номинантов на премию «Национальный бестселлер» 2013 года, одновременно будет объявлен состав Малого жюри премии[5].
- 25—28 апреля — VIII Санкт-Петербургский международный книжный салон (ЦВЗ «Манеж»)[10].
- 30 мая − 1 июня — Большая книжная ярмарка в Перми (ВЦ «Пермская ярмарка»)[11].
- 2 июня — объявление в Санкт-Петербурге лауреата премии «Национальный бестселлер» 2013 года[5].
- 7—9 июня — 8 Московская международная книжная выставка-ярмарка (Москва, ЦДХ)[12].
- 8—10 июня — Книжная ярмарка Платоновского фестиваля искусств (Воронеж, площадь Ленина, ТЦ «Петровский пассаж»)[13].
- 3 сентября — объявление в Москве победителей премии «Новая детская книга» 2013 года.
- 4—9 сентября — 26 Московская международная книжная выставка-ярмарка (ВВЦ).
- 10—13 октября — VI Екатеринбургский книжный фестиваль в Библиотеке имени В. Г. Белинского[14].
- 31 октября — 4 ноября — VII Красноярская ярмарка книжной культуры (КрЯКК)[15].
- 27 ноября − 1 декабря — Российская международная книжная выставка интеллектуальной литературы «Non/fiction»№ 15[16].

## Юбилеи
- 1 марта — 150 лет со дня рождения русского писателя Фёдора Сологуба.
- 1 сентября — 80 лет со дня рождения Виктора Рубановича, поэта-пародиста.
- 7 ноября — 100 лет со дня рождения Альбера Камю, французского писателя, драматурга, эссеиста, публициста.
- 22 ноября — 50 лет со дня смерти английского писателя, фантаста Олдоса Хаксли.
- 24 декабря — 150 лет со дня смерти английского писателя-сатирика Уильяма Теккерея.

### Юбилей книги
- 200 лет — после первой публикации романа Джейн Остин «Гордость и предубеждение» (англ. Pride and Prejudice).
- 400 лет — с года издания  сборника «Hortus Eystettensis» Басилиуса Беслера в Нюрнберге.
- 250 лет —  с появления первой части романа «Сон в красном тереме» (принадлежащей перу Цао Сюэциня).
- 150 лет — после публикации романа «Что делать?» Николая Чернышевского.
- 100 лет со дня публикации романа Марселя Пруста «По направлению к Свану» (фр. Du côté de chez Swann).
- 50 лет — после публикации первого романа Джона Фаулза «Коллекционер» (англ. The Collector).

## Премии

### Международные
- Нобелевская премия по литературе — Элис Манро, «Мастеру современного короткого рассказа»[17].
- Дублинская литературная премия — Кевин Бэрри.
- Премия Виленицы — Ольга Токарчук.
- Премия Агаты — Хэнк Филиппи Райан.
- Премия Франца Кафки — Амос Оз.
- Нейштадтская литературная премия — не присуждалась.
- Премия мира немецких книготорговцев — Светлана Алексиевич.
- АБС-премия — Дмитрий Быков, роман «Икс».
- Международная премия Ибсена — не присуждалась.
- Премия имени О. Генри «Дары волхвов» — Дмитрий Карапузов, рассказ «Моя дорогая Клаудиа Шлиффер», (награждён по итогам предшествующего года)[18].
- Премия «Хьюго» за лучший роман — Джон Скальци, «Люди в красном» англ. Redshirts: A Novel with Three Codas)[19].
- Премия «Хьюго» за лучшую повесть — Брэндон Сандерсон, «Душа императора» (англ. The Emperor’s Soul)[19].
- Премия «Хьюго» за лучшую короткую повесть — Пэт Кэдиган, «Рыбёха-дурёха, подавшаяся в суши» (англ. The Girl-Thing Who Went Out For Sushi)[19].
- Премия «Хьюго» за лучший рассказ — Кен Лю, «Mono no aware»[19].
- Международная детская литературная премия имени В. П. Крапивина:
  - Первое место — Андрей Жвалевский и Евгения Пастернак (в соавторстве; Беларусь, Минск), за книгу «Смерть Мёртвым душам!»[20];
  - Второе место — Анастасия Малейко (Челябинск), за книгу «Моя мама любит художника»;
  - Третье место — Алексей Олейников (Москва), за произведение «Сказки Синего леса»;
  - Спецприз Детского жюри отряда «Каравелла» — Варя Еналь (Украина, Севастополь), за книгу «Мы можем жить среди людей»[21].

### Австрия
- Австрийская государственная премия по европейской литературе — Джон Бэнвилл[22].
- Премия Эриха Фрида — Райнер Меркель.

### Великобритания
- Букеровская премия — Элеонора Каттон, «Светила» (англ. The Luminaries)[23].
- Женская премия за художественную литературу — А. М. Хоумс «Да будем мы прощены» (англ. May We Be Forgiven)[24].

### Германия
- Премия Георга Бюхнера — Сибилла Левичарофф.
- Бременская литературная премия — Вольф Хаас.
- Премия Гёте — не присуждалась.

### Израиль
- Премия Израиля — Исследования еврейских языков, их литературы и народной культуры — Хава Турняковский.
- Иерусалимская премия — Антонио Муньос Молина.

### Испания
- Премия Сервантеса — Элена Понятовска.
- Премия принцессы Астурийской — Антонио Муньос Молина[25].

### Норвегия
- Премия Ибсена — Арне Люгре, «Я исчезаю» (норв. Jeg forsvinner).

### Россия
- «Национальный бестселлер» — Фигль-Мигль, «Волки и медведи»[26].
- Премия Александра Солженицына — поэт Максим Амелин, «за новаторские опыты, раздвигающие границы и возможности лирической поэзии, за развитие многообразных традиций русского стиха и за обширную просветительскую деятельность во благо изящной словесности»[27].
- «Русский Букер» — Андрей Волос, «Возвращение в Панджруд»[28].
- Премия имени П. П. Бажова — Лариса Соболева[29].
- Независимая литературная премия «Дебют»:
  - номинация «Крупная проза» — Алексей Леснянский за повесть «Отара уходит на ветер»;
  - номинация «Малая проза» — Александр Решовский за подборку рассказов;
  - номинация «Поэзия» — Лета Югай за цикл стихотворений «Записки странствующего фольклориста»;
  - номинация «Драматургия» — Дмитрий Богославский за пьесы «Внешние побочные» и «Девки»;
  - номинация «Эссеистика» — Екатерина Иванова (Федорчук) за подборку статей и эссе;
  - номинация «Фантастика» — Антон Ботев за повесть «Кот Шрёдингера»[30].
- Национальная литературная премия «Большая книга»:
  - Первая премия — Захар Прилепин за роман «Обитель»;
  - Вторая премия — Владимир Сорокин за роман «Теллурия»;
  - Третья премия — Владимир Шаров за роман «Возвращение в Египет»;
  - Премия «За вклад в литературу» — Леонид Зорин[31].
- Премия Ивана Петровича Белкина — Татьяна Толстая, ««Лёгкие миры»[32][33].
- Премия Андрея Белого:
  - номинация «Поэзия» — Анна Глазова;
  - номинация «Проза» — Денис Осокин;
  - номинация «Гуманитарные исследования» — Ирина Сандомирская;
  - номинация «За заслуги перед литературой» — Иван Ахметьев;
  - номинация «Литературные проекты/Критика» — Кирилл Корчагин.
- Премия «Поэт» — Евгений Евтушенко[34].
- Литературная премия «Чаша круговая» — Аркадий Застырец[35].
- Всероссийская премия имени Самуила Маршака:
  - номинация «Проза» — Екатерина Мурашова;
  - номинация «Поэзия» — Людмила Фадеева;
  - номинация «Дебют» — Анастасия Орлова[36].

### США
- Премия Эдгара Аллана По:
  - номинация «за лучший роман» — Деннис Лихейн, «Ночь — мой дом» (англ. Live by Night);
  - номинация «за первый лучший роман» — Крис Пэвон , «Экспаты» (англ. The Expats)[37][38].
- Пулитцеровская премия за художественную книгу — Адам Джонсон, «Сын повелителя сирот» (англ. The Orphan Master's Son)[39].
- Пулитцеровская премия за лучшую драму — Айяд Ахтар, «Опозоренный» (англ. Disgraced)[40].
- Пулитцеровская премия за поэзию —  Шарон Олдс, «Прыжок оленя» (англ. Stag's Leap)[41].
- Всемирная премия фэнтези за лучшую повесть — Том Холт, «Let Maps to Others»[42].
- Всемирная премия фэнтези за лучший роман — Дж. Уиллоу Уилсон, «Алиф-неведимка» (англ. Alif the Unseen)[43].
- Всемирная премия фэнтези за лучший рассказ — Грегори Норман Боссерт, «The Telling»[44].

### Финляндия
- Премия «Финляндия» — Рийкка Пело, «Наша каждодневная жизнь» (фин. Jokapäiväinen elämämme).

### Франция
- Гонкуровская премия — Пьер Леметр, «До свидания там, наверху» (фр. Au revoir là-haut)[45].
- Литературная премия «Фемина» — Леонора Миано, «Сезон тени» (фр. La saison de l’ombre).
- Премия Медичи — Мари Даррьёсек, «Надо очень любить людей» (фр. Il faut beaucoup aimer les hommes);
  - премия «за лучшее зарубежное произведение» — Тойн Хейманс, «На море» (нидерл. Op zee);
  - премия «за эссеистику» — Светлана Алексиевич, «Время секонд хэнд» (во фр. переводе «Конец красного человека» (фр. La Fin de l’homme rouge).
- Премия Ренодо — Ян Муакс, «Рождение» (фр. Naissance);
  - премия «за эссе» — Габриэль Мацнефф, «Серафим, это конец!» (фр. Séraphin c’est la fin!).

### Швеция
- Премия памяти Астрид Линдгрен — Исоль[46].
- Литературная премия Шведской академии — Софи Оксанен[47].

### Япония
- Литературная премия имени Номы — Кадзуси Хосака — «Битва на рассвете» (未明の闘争).
- Премия имени Рюноскэ Акутагавы:
  - 2013а: Фудзино Каори — «Ноготь и глаз» (爪と目);
  - 2013б: Оямада Хироко — «Дыра» (穴).
- Литературная премия имени Сэя Ито:
  - проза:Таку Мики, «К.» (K) и Нобору Цудзихара, «Зимнее путешествие» (冬の旅).
  - критика: не присуждалась.
- Премия имени Дзюнъитиро Танидзаки — Миэко Каваками, «Любовные сны» (愛の夢とか).

## Книги
- «Нападение» — книга Виталия Григоровского из цикла «Тайны Витч Фоллс» (англ. The Secrets of Witch Falls) .

### Романы
- «Бэтман Аполло» — Виктор Пелевин.
- «Светила» (англ. The Luminaries) — Элеонора Каттон.

### Повести
- «Тени Тишины в Лесах Ада» (англ. Shadows for Silence in the Forests of Hell) — Брэндон Сандерсон.

## Умерли
- 11 марта — русский советский писатель, сценарист Борис Васильев, 88лет.
- 9 июля – Отакар Халупка, чешский и чехословацкий писатель, сценарист, педагог, литературовед, 78 лет.
- 17 сентября — Антониу Рамуш Роза, португальский поэт, 88 лет.
- 20 октября — Миколас Слуцкис, литовский писатель, 84 года.